# La Trastienda Club

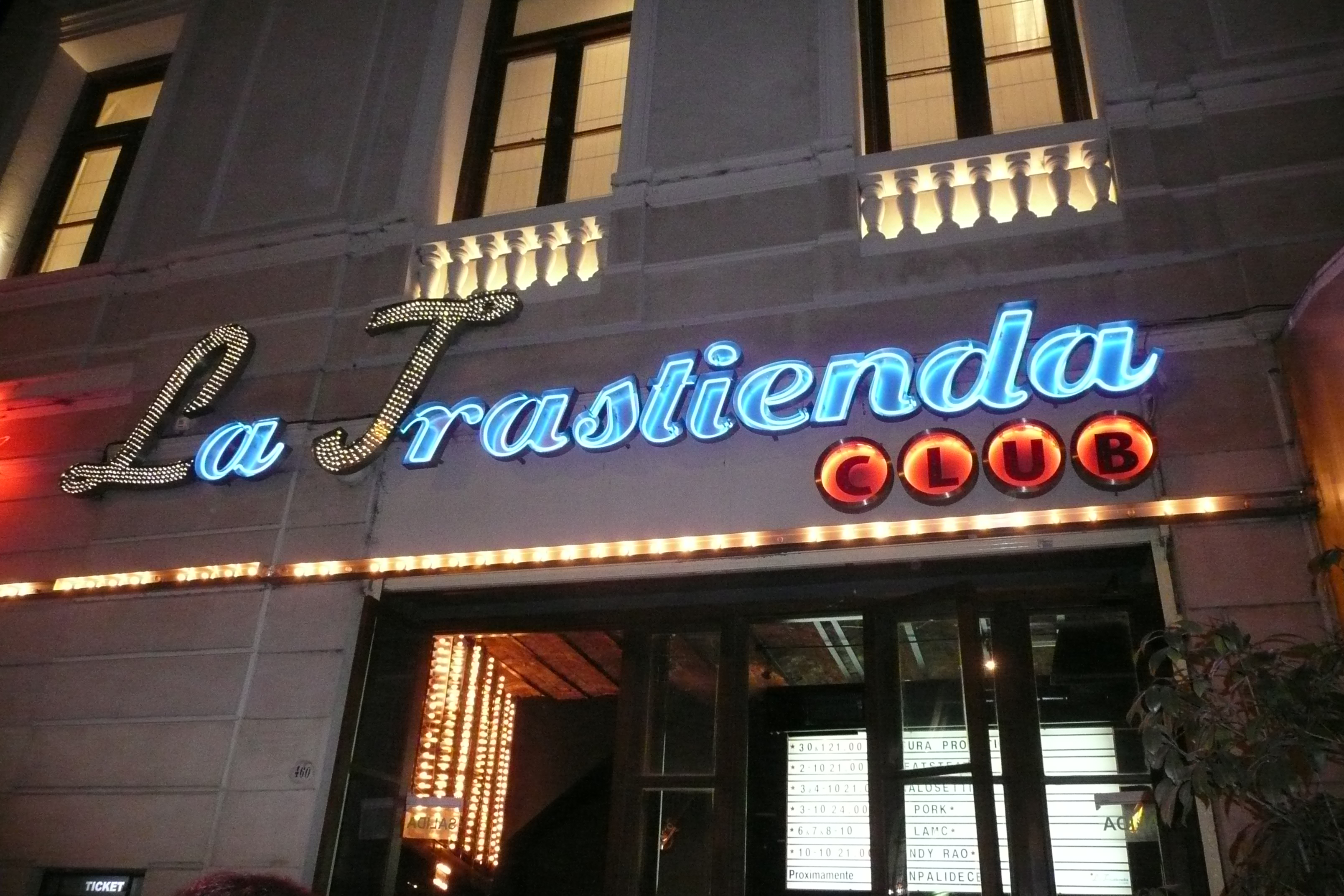
La Trastienda

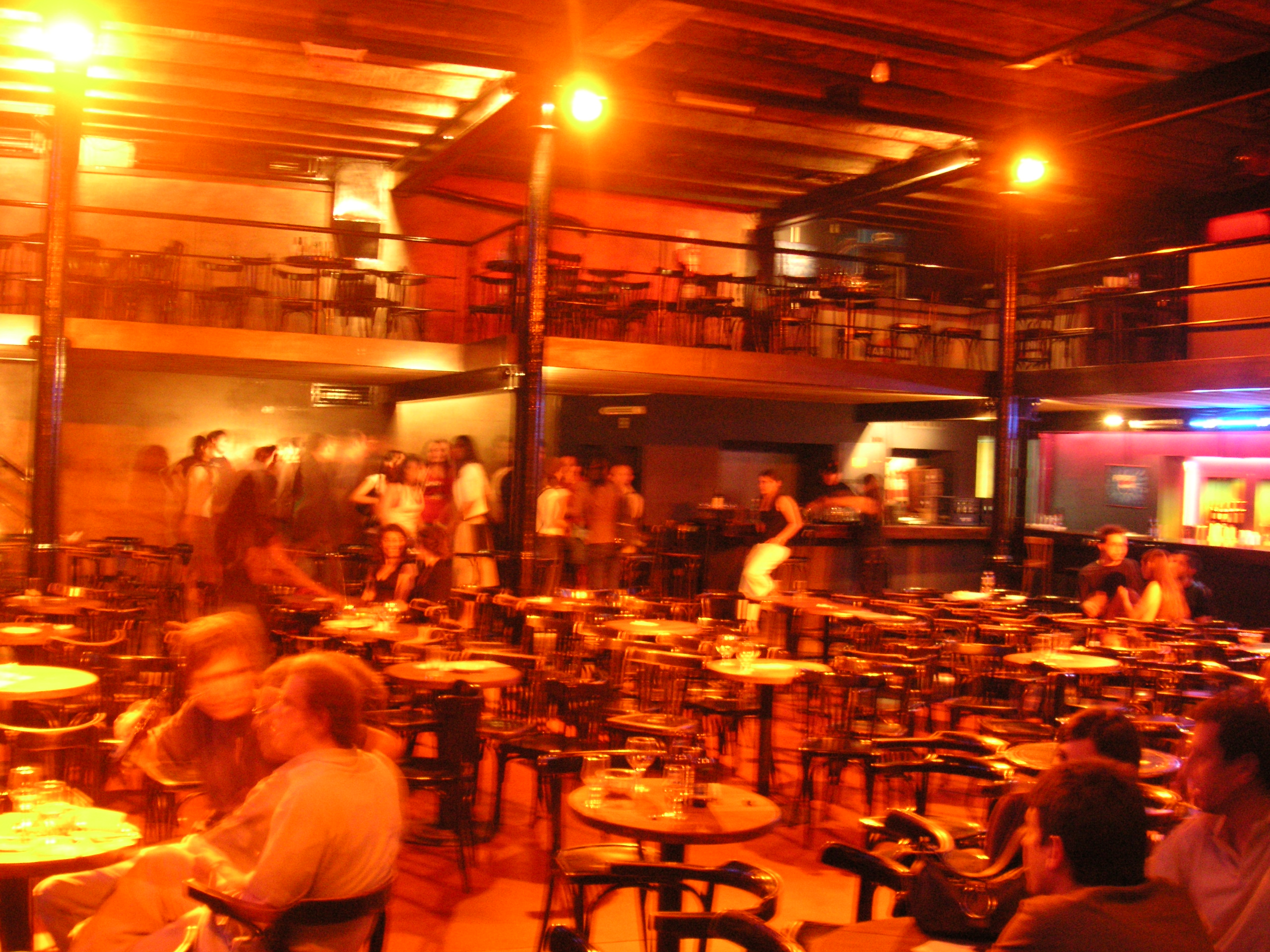
Geschäftsschluss im La Trastienda

La Trastienda Club ist ein bekannter Nachtclub in Buenos Aires, Argentinien. Der Club, welcher unter anderem für Konzerte genutzt wird, befindet sich in Montserrat. Eröffnet wurde „La Trastienda Club“ im Jahr 1993 in einem Gebäude, welches in der Mitte des 19. Jahrhunderts errichtet wurde. Das Gebäude fasst 400 Sitzplätze, bei Steh-Konzerten kann eine Kapazität von 1.000 Besuchern erreicht werden.
La Trastienda Club gehört zu den bekanntesten Café-Konzert-Veranstaltungsorten und gilt auch als einer der bedeutendsten Treffpunkte für Weltmusik-, Funk- und Jazz-Veranstaltungen. Aber auch Konzerte aus anderen Genres fanden bereits im La Trastienda Club statt.